# Гюльшен
Гюльшен (псевдоним, настоящее имя Гюльшен Байрактар, род. 29 мая 1976) — турецкая автор-исполнитель.

## Биография
Родилась 29 мая 1976 года в стамбульском районе Фатих в семье выходцев из Орду. Была младшей из трёх детей. Отец Гюльшен, Аслан Байрактар, был инженером, мать, Нимет Байрактар, — домохозяйкой. Окончила лицей Шехремини. После этого поступила в Стамбульский технический университет, но вскоре начала выступать и бросила институт.
В 1995 году её выступление привлекло внимание, и она заключила контракт с «Raks Müzik». В 1996 году Гюльшен выпустила свой первый альбом «Be Adam». Он принёс ей популярность, но певица предпочла прервать на время карьеру, и посвятить себя личной жизни. В 2004 году четвёртый студийный альбом Гюльшен стал в Турции хитом, а одноимённый сингл получил премию газеты «Hürriyet» «Золотая бабочка», а также премию «Turkey Music Awards».
Музыкальные критики высоко оценивают певческий голос Гюльшен, также она сама пишет песни, не только для себя, но и для других певцов. В 2015 году Гюльшен стала самым просматриваемым на «Ютуб» певцом, а через год — первой турецкой певицей, набравшей более 200 миллионов просмотров на «Ютуб». В течение своей карьеры она завоевала множество наград, в том числе 6 премий «Золотая Бабочка» и 9 «Kral Turkey Music Awards».